# Акрунда
Акру̀нда (на гръцки: Ακρούντα) е село в Кипър, окръг Лимасол. Според статистическата служба на Република Кипър през 2001 г. селото има 345 жители.
Намира се на 5 км северно от Гермасогея.